# Янкулов, Стоян
Стоян Янкулов (болг. Стоян Янкулов), известный также как Стунджи (род. 10 сентября 1966 в Софии, Болгария) — болгарский барабанщик и перкуссионист, ставший наиболее известным после участия на конкурсе песни Евровидение 2007 в дуэте с Елицей Тодоровой. Лауреат премии «Кристална лира — 2004» в категории «Джаз». Представитель Болгарии на конкурсе песни «Евровидение 2013», с песней «Само шампиони».
25 февраля 2007 Стоян, вместе с Елицей Тодоровой выиграл национальный отбор на Евровидение 2007, организованном БНТ. В полуфинале конкурса дуэт занял 6-е место, а в финале занял 5-е место и вплоть до 2016 года это был лучший результат Евровидения в Болгарии. Песня «Water», которую исполняли музыканты, является современной обработкой болгарской народной песни «Вода». 25 ноября 2021 года было объявлено, что он вновь представит Болгарию на «Евровидении-2022» в составе группы Intelligent Music Project с песней «Intention».